# Maison de Rabelais
La maison de Rabelais à Metz était un édifice situé en contrebas de la colline Sainte-Croix, en bas de la rue d’Enfer, dans le quartier de l’Ancienne Ville de Metz. 

## Contexte historique
François Rabelais, agent du roi Henri II, y séjourna de 1546 à 1547, envoyé à Metz pour préparer l’annexion française de 1552. Il y écrivit en 1548 Le Quart Livre qui utilise des expressions venues en droite ligne du patois messin ; on y trouve aussi des allusions aux usages, aux coutumes et aux légendes de la ville notamment celle du Graoully. 
C’était le dernier édifice de la ville à posséder des pans de bois. De la maison, il ne restait que les portes remontées contre le mur au fond du jardin. Désormais détruite, le lieu est devenu un agréable square ombragé investi par la terrasse d’un café. Des expositions et des concerts y sont organisés en été par les membres de l'association " Les Amis de la Maison Rabelais" dont Claire Cochenet (Klèr artiste peintre), Gaëlle Todeschini ou Ben. 
On y trouve aussi appliquée à sa façade ouest la chapelle Saint-Genest.